# Branche buccale du nerf facial
Les branches buccales du nerf facial (branches infraorbitales), plus larges que les autres branches, passent horizontalement vers l'avant pour se distribuer sous l'orbite et autour de la bouche . 

## Branches
Les branches superficielles se situent sous la peau et au-dessus des muscles superficiels du visage, qu'elles innervent : certaines alimentent le muscle pyramidal du nez, rejoignant à l'angle médial de l'orbite les branches infratrochléaire et nasociliaire du nerf ophtalmique. 
Les branches profondes passent sous le grand zygomatique et le releveur de la paupière supérieure, les alimentent et forment le plexus infraorbitaire avec la branche infraorbitale du nerf maxillaire. Ces branches alimentent également les petits muscles du nez . 
Les branches inférieures profondes alimentent le buccinateur et l'orbiculaire de la bouche, et rejoignent les filaments de la branche buccale du nerf mandibulaire. 

## Expression faciale
Le nerf facial innerve les muscles de l'expression faciale. La branche buccale alimente ces muscles 
| Muscle                                               | action                                       |
| ---------------------------------------------------- | -------------------------------------------- |
| Risorius                                             | Sourire narquois                             |
| Buccinateur                                          | Aide à mâcher en maintenant les joues plates |
| Releveur de la lèvre supérieure                      | Réhausse la lèvre supérieure                 |
| Elévateur de l'aile du nez et de la lèvre supérieure | Grogner                                      |
| Elévateur de l'angle de la bouche                    | Sourire doux                                 |
| Transverse du nez                                    | Narines écartées                             |
| Orbiculaire de la bouche                             | Lèvres pincées                               |
| Abaisseur du septum nasal                            | Abaisse le septum nasal                      |
| Pyramidal du nez                                     | Bouge la peau du front                       |

## Test du nerf
1. Gonfler les joues (buccinateur)
2. Taper avec le doigt sur chaque joue pour détecter l'expulsion de l'air du côté affecté
3. Sourire et montrer les dents (orbiculaire de la bouche)

## Images supplémentaires

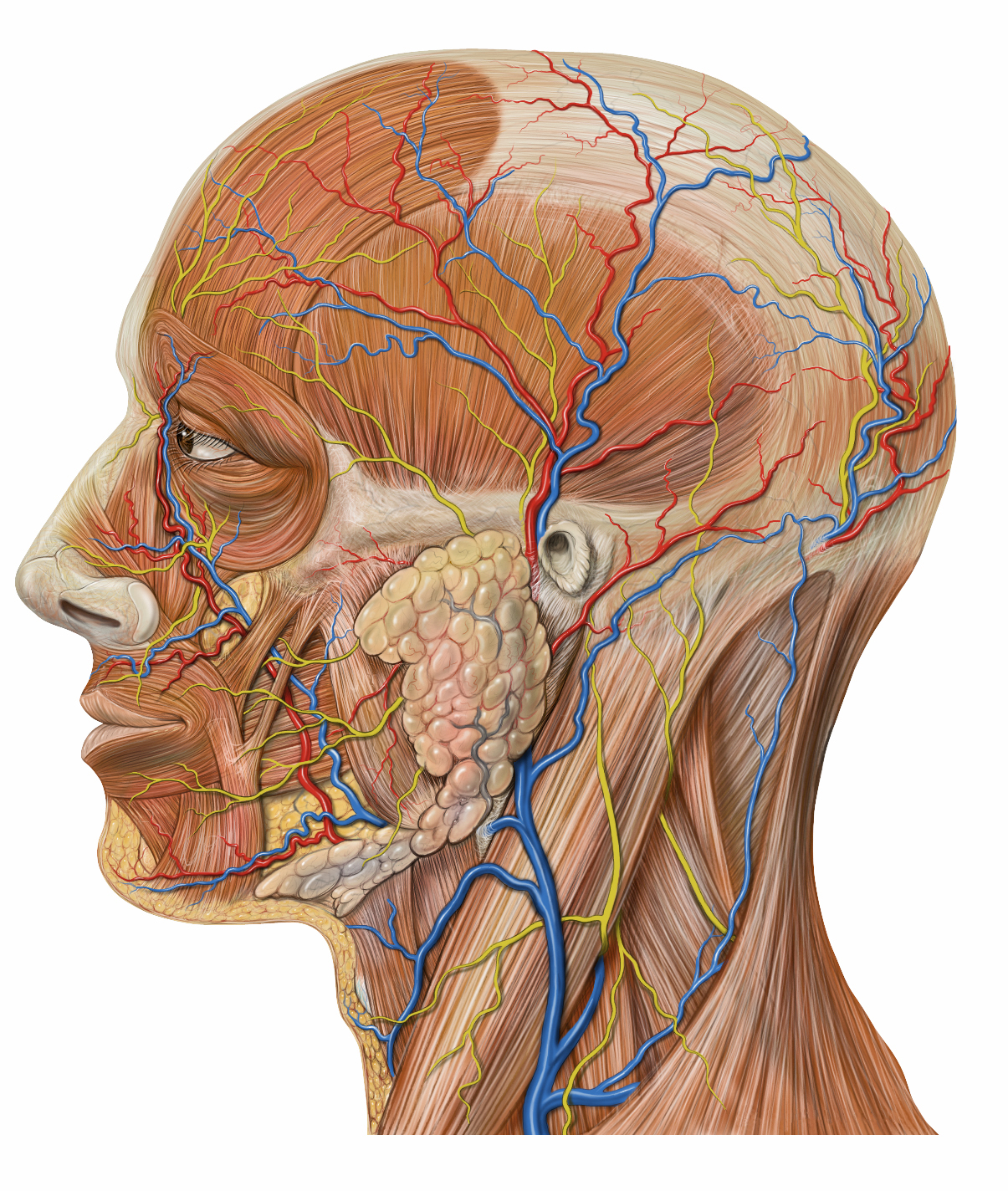
Anatomie de la tête latérale
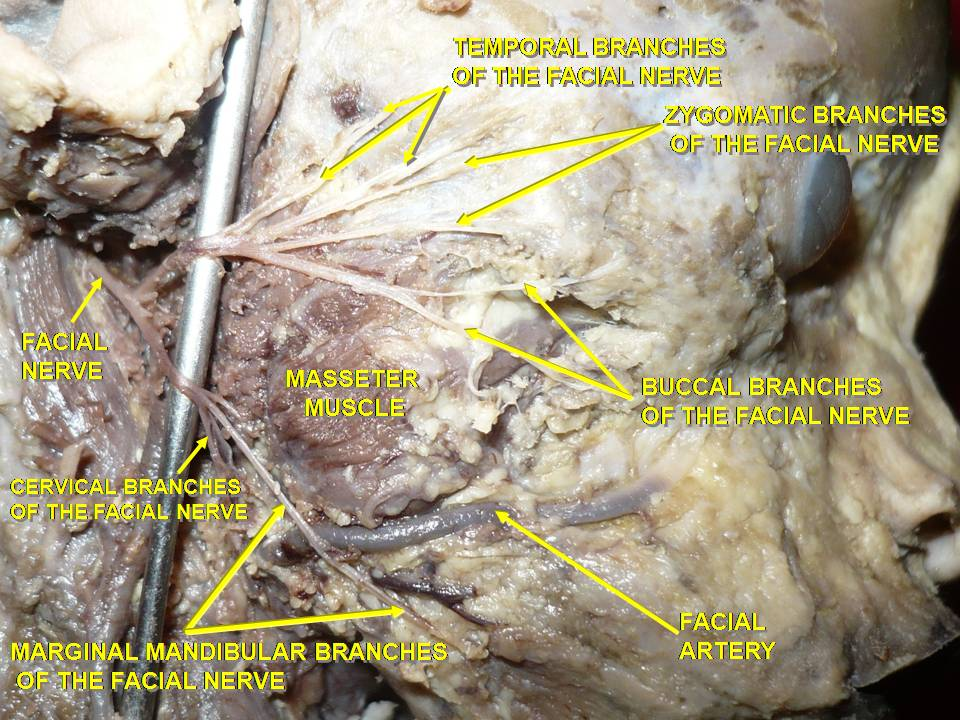
Anatomie de la tête latérale